# Pelinus
Pelinus oder Pelinus von Brindisi, auch Pelinius, (italienisch Pelino) (* um 620 in Dyrrachium; † 5. Dezember 662 in Corfinium) war ein Basilianer und Bischof von Brindisi. Er starb als Märtyrer und wurde 668 heiliggesprochen.

## Leben
Pelinus war gebürtig aus Dyrrachium, dem heutigen Durrës in Albanien. Nachdem er Mönch geworden war, wandte er sich gegen den Monotheletismus, der sich unter der Herrschaft von Herakleios (610–641) und Constans II. (641–668) im oströmischen Reich verbreitete. So zog er mit seinen Gefährten Gorgonius, Sebastius und Cyprius nach Brindisi, wo sie Zuflucht suchten. Im Verlauf des Monotheletenstreits verschlechterten sich die Beziehungen zwischen Rom und Byzanz so sehr, dass Papst Martinus den bereits von seinem Vorgänger exkommunizierten Patriarchen von Konstantinopel Paulos II. abermals anathematisierte. Daraufhin wurde Martinus verhaftet, nach Konstantinopel gebracht und schließlich nach Chersones auf der Krim verbannt, wo er 655 starb.
In Brindisi hielt der dortige Bischof Proculus, unterstützt vom Kreis um Pelinus, dem Bischof von Rom die Treue. Es kam zu einem Bruch mit dem kaiserlichen Hof in Konstantinopel. Nach dem Tod des Proculus wurde Pelinus – noch nicht 40 Jahre alt – zum Bischof von Brindisi erwählt, doch Beamte des oströmischen Reiches deportierten ihn nach Corfinium, der damaligen Provinzhauptstadt. Dort wurde er zum Tode verurteilt und zusammen mit seinen Gefährten Sebastios und Gorgonios an einem 5. Dezember, wahrscheinlich im Jahr 662, hingerichtet.
Sein Gedenktag ist der 5. Dezember.

## Verehrung

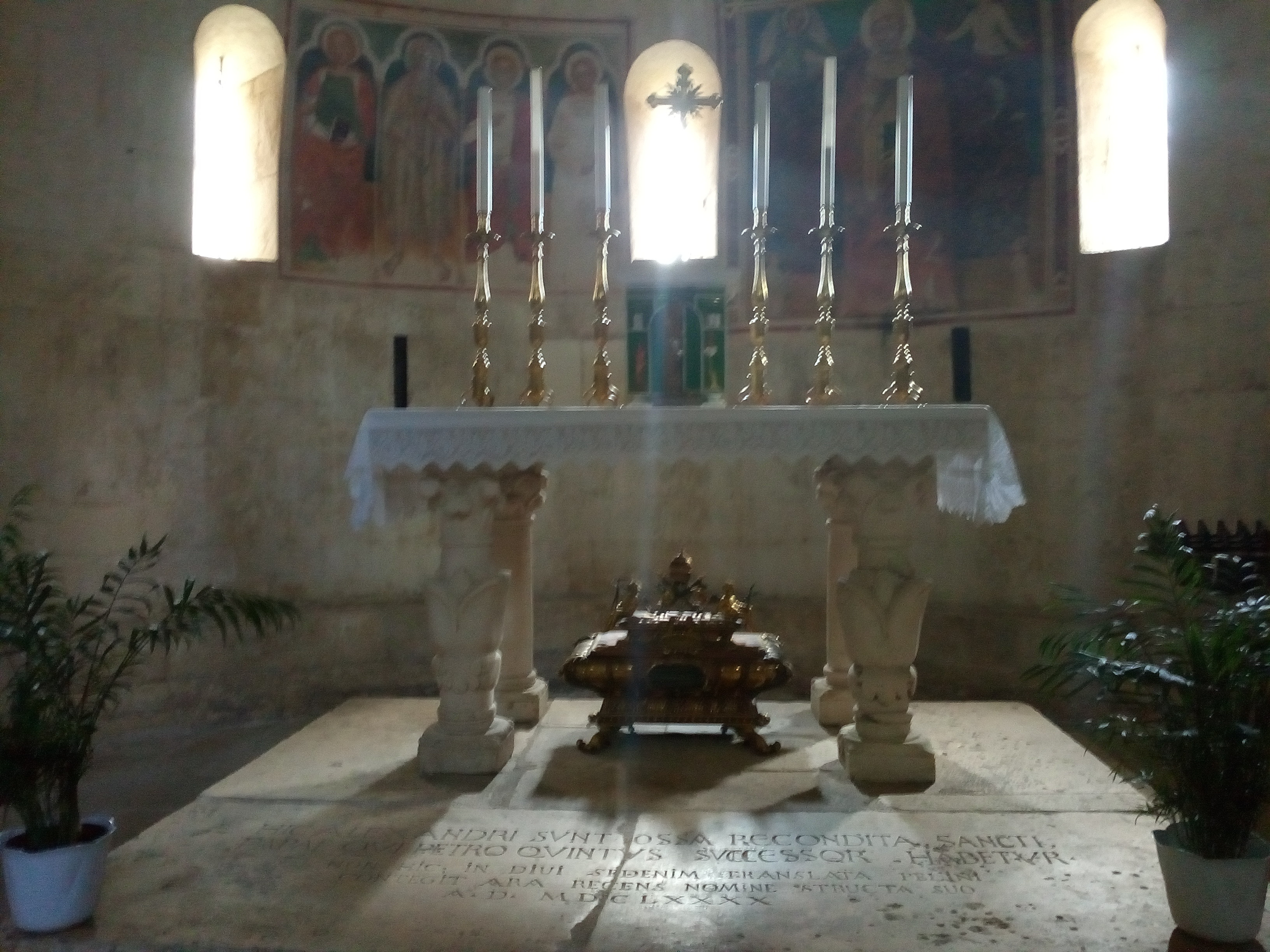
Grabmal in Corfinio

Im Jahr 668, nach dem Tod des Kaisers Constans II., wurde Pelinus auf Betreiben seines Nachfolgers Cyprius heiliggesprochen. Zu diesem Anlass wurde eine Lebensbeschreibung des Pelinus verfasst, die wohl auch auf Cyprius zurückgeht. Danach war Pelinus jahrhundertelang neben Leucius Schutzheiliger des Bistums Brindisi.
Im Jahr 1771 schuf der Maler Oronzo Tiso ein Altarbild in der Kathedrale von Brindisi, welches das Martyrium des hl. Pelinus darstellt.
Pelinus wird auch als Schutzheiliger der Diözese Sulmona-Valva verehrt. Die frühere Kathedrale von Corfinio ist ihm gewidmet, und seine Verehrung im Gebiet der Marsica in den Abruzzen ist bezeugt durch den Namen der frazione San Pelino, einem Ortsteil von Avezzano.
Das Martyrologium Romanum versetzt Pelinus aufgrund örtlicher Traditionen irrtümlich in das 4. Jahrhundert und macht ihn zum Nachfolger des ersten Bischofs von Brindisi, Leucius.